# Germaine Pelletan
 (juin 2015).
Si vous disposez d'ouvrages ou d'articles de référence ou si vous connaissez des sites web de qualité traitant du thème abordé ici, merci de compléter l'article en donnant les références utiles à sa vérifiabilité et en les liant à la section « Notes et références ».
Pour les articles homonymes, voir Pelletan.
Germaine Pelletan, née le 11 mars 1903 à Saint-Georges-de-Didonne et morte le 16 mars 1989 à Meschers-sur-Gironde est une écrivaine française, issue d'une famille de notables protestants. Elle est l'épouse de l'écrivain Robert Chamboulan. 

## Biographie
Après la mort de son père, victime des gaz durant la Première Guerre mondiale, elle dut renoncer à ses projets de professorat de peinture et devint à Paris secrétaire de Paul Reboux, romancier à succès. Elle épousa dans cette ville Robert Chamboulan, alors flûtiste aux Concerts Colonne. Après la naissance de leur première fille, Gisèle, en 1926, ils partirent pour 7 ans au Liban, où elle fit du journalisme avec son mari, partant souvent à cheval dans la montagne pour faire des reportages sur la vie des paysans libanais, et glanant des informations qu'elle put utiliser par la suite dans ses romans.
À leur retour en France en 1933, le couple s'installa à Chatou, et se créa de nouveau une situation dans l'écriture sous toutes ses formes. Germaine travaillait sous le nom de Gilles Hersay, comme son mari, et  était une romancière prolifique, qui écrivait des romans pour la jeunesse (notamment pour les collections Pierrot et Lisette, ou la Bibliothèque Pervenche) et des romans policiers (La Marque des Loups-Garous par exemple). Elle écrivit de nombreux  romans sentimentaux dans la collection Fama et, avec son mari, Les révoltés, qui eut un prix littéraire.
À la déclaration de guerre, Robert partit au front, Germaine refusa de travailler pour les Allemands qui occupaient les maisons d'édition et les journaux, comme Paris Soir et l'Intransigeant ; elle partit à la campagne avec ses deux filles, Gisèle, âgée de 14 ans et Mireille, 2 ans. Elle continua à écrire cette fois sous le nom de Germaine Pelletan, son nom de jeune fille. Jusqu'au retour de Robert à Noël 1944, elles vécurent à Vanzac, modeste petit village sur la frontière de la Charente-Maritime et de la Charente, entre Jonzac et Barbezieux, faisant un retour à la terre qui leur permettait de subsister. Germaine entra dans la Résistance en 1942 avec sa fille Gisèle, ouvrit une infirmerie de campagne, soignant bénévolement le village dépourvu d'un docteur à proximité, et aida à sauver des enfants juifs par l'intermédiaire de l'hôpital de Bagatelle à Bordeaux, et d'une chaîne de familles d'accueil réparties dans la région. Elle fut décorée à ce titre de la médaille du Mérite national[Quoi ?].
Au retour de son mari, le couple partit à La Rochelle, puis à Bordeaux, où Robert était rédacteur en chef de la Gironde populaire (qui devint par la suite la Nouvelle République), et enfin à Royan en 1946. Royan, écrasé sous les bombes, avait besoin de tous les talents pour se reconstruire. Elle travailla au journal de La Côte de Beauté, que son mari avait acquis, tout en continuant à écrire des romans principalement sentimentaux. À la mort de Robert, en 1959, elle ouvrit une école de dessin, l'Académie Eugène Fromentin, reprenant ainsi ses rêves de jeunesse, et eut de nombreux élèves jusqu'à sa mort en 1989. L'Académie de dessin n'existe plus, mais la Municipalité ouvrit quelques années plus tard, une École de Dessin tout à fait intéressante. Son œuvre, ainsi que celle de Robert Chamboulan, fut toujours vivement appréciée de ses lectrices.
Sa fille ainée, Giselle Chamboulan, épousera l'écrivain Georges Touroude, instituteur et historien, et la cadette, Mireille, un instituteur passionné de marine. Elles furent toutes les deux professeurs de musique.